# Élections législatives de 1967 en Dordogne
Les élections législatives françaises de 1967 se déroulent les 5 et 12 mars 1967. Dans le département de la Dordogne, quatre députés sont à élire dans le cadre de quatre circonscriptions.

## Élus
| Circonscription | Député sortant | Parti | Parti   | Député élu ou réélu | Parti | Parti          |
| --------------- | -------------- | ----- | ------- | ------------------- | ----- | -------------- |
| 1re             | Yves Guéna     |       | UNR-UDT | Yves Guéna          |       | UD-Ve          |
| 2e              | Louis Pimont   |       | SFIO    | Louis Pimont        |       | SFIO (FGDS)    |
| 3e              | Georges Bonnet |       | Radsoc  | Georges Bonnet      |       | Radical (FGDS) |
| 4e              | Robert Lacoste |       | SFIO    | Robert Lacoste      |       | SFIO (FGDS)    |

## Résultats

### Résultats à l'échelle du département
| Parti                                                 | Parti                                                 | Parti                                          | Premier tour | Premier tour | Second tour | Second tour | Sièges |
| Parti                                                 | Parti                                                 | Parti                                          | Voix         | %            | Voix        | %           | Sièges |
| ----------------------------------------------------- | ----------------------------------------------------- | ---------------------------------------------- | ------------ | ------------ | ----------- | ----------- | ------ |
|                                                       |                                                       | Section française de l'Internationale ouvrière | 34 174       | 16,71        | 59 777      | 29,75       | 2      |
|                                                       | Parti radical                                         | 29 541                                         | 14,44        | 31 496       | 15,68       | 1           |        |
| Total Fédération de la gauche démocrate et socialiste | Total Fédération de la gauche démocrate et socialiste | 63 715                                         | 31,15        | 91 273       | 45,43       | 3           |        |
|                                                       |                                                       | Union des démocrates pour la Ve République     | 60 573       | 29,61        | 83 126      | 41,37       | 1      |
| Total Union des républicains de progrès               | Total Union des républicains de progrès               | 60 573                                         | 29,61        | 83 126       | 41,37       | 1           |        |
|                                                       | Parti communiste français                             | Parti communiste français                      | 55 556       | 27,16        | 26 518      | 13,20       | 0      |
|                                                       |                                                       | Centre démocrate                               | 15 627       | 7,6          | Retrait     | Retrait     | 0      |
| Total Progrès et démocratie moderne                   | Total Progrès et démocratie moderne                   | 15 627                                         | 7,6          | 0            | Retrait     | Retrait     |        |
|                                                       | Parti radical (hors FGDS)                             | Parti radical (hors FGDS)                      | 7 373        | 3,60         |             |             | 0      |
|                                                       | Parti socialiste unifié                               | Parti socialiste unifié                        | 1 719        | 0,84         | 0           |             |        |
|                                                       |                                                       |                                                |              |              |             |             |        |
| Inscrits                                              | Inscrits                                              | Inscrits                                       | 252 156      | 100,00       | 252 111     | 100,00      | 4      |
| Abstentions                                           | Abstentions                                           | Abstentions                                    | 42 991       | 17,05        | 42 359      | 16,8        |        |
| Votants                                               | Votants                                               | Votants                                        | 209 165      | 82,95        | 209 752     | 83,2        |        |
| Blancs et nuls                                        | Blancs et nuls                                        | Blancs et nuls                                 | 4 602        | 2,2          | 8 835       | 4,21        |        |
| Exprimés                                              | Exprimés                                              | Exprimés                                       | 204 563      | 97,8         | 200 917     | 95,79       |        |

### Résultats par circonscription

#### Première circonscription (Périgueux)
| Candidat       | Candidat                 | Parti          | Premier tour | Premier tour | Second tour | Second tour |  |
| Candidat       | Candidat                 | Parti          | Voix         | %            | Voix        | %           |  |
| -------------- | ------------------------ | -------------- | ------------ | ------------ | ----------- | ----------- |  |
|                | Yves Guéna sortant réélu | UD-Ve          | 21 715       | 44,49        | 27 547      | 50,95       |  |
|                | Yves Péron               | PCF            | 17 425       | 32,49        | 26 518      | 49,05       |  |
|                | Raoul Rousseau           | Radical (FGDS) | 9 928        | 18,51        | Retrait     | Retrait     |  |
|                | André Darricau           | CD (PDM)       | 2 845        | 5,3          |             |             |  |
|                | Maurice Voiry            | PSU            | 1 719        | 3,21         |             |             |  |
|                |                          |                |              |              |             |             |  |
| Inscrits       | Inscrits                 | Inscrits       | 64 611       | 100,00       | 64 587      | 100,00      |  |
| Abstentions    | Abstentions              | Abstentions    | 10 034       | 15,53        | 8 503       | 13,17       |  |
| Votants        | Votants                  | Votants        | 54 577       | 84,47        | 56 084      | 86,83       |  |
| Blancs et nuls | Blancs et nuls           | Blancs et nuls | 945          | 1,73         | 2 019       | 3,6         |  |
| Exprimés       | Exprimés                 | Exprimés       | 53 632       | 98,27        | 54 065      | 96,4        |  |

#### Deuxième circonscription (Bergerac)
| Candidat       | Candidat                   | Parti          | Premier tour | Premier tour | Second tour | Second tour |  |
| Candidat       | Candidat                   | Parti          | Voix         | %            | Voix        | %           |  |
| -------------- | -------------------------- | -------------- | ------------ | ------------ | ----------- | ----------- |  |
|                | Louis Pimont sortant réélu | SFIO (FGDS)    | 14 522       | 29,96        | 28 977      | 58,96       |  |
|                | Robert Aulong              | UD-Ve          | 13 877       | 28,63        | 20 172      | 41,04       |  |
|                | Léon Lichtenberg           | PCF            | 10 064       | 20,76        | Retrait     | Retrait     |  |
|                | Henri Sicard               | CD (PDM)       | 10 015       | 20,66        | Retrait     | Retrait     |  |
|                |                            |                |              |              |             |             |  |
| Inscrits       | Inscrits                   | Inscrits       | 60 634       | 100,00       | 60 624      | 100,00      |  |
| Abstentions    | Abstentions                | Abstentions    | 11 146       | 18,38        | 10 075      | 16,62       |  |
| Votants        | Votants                    | Votants        | 49 488       | 81,62        | 50 549      | 83,38       |  |
| Blancs et nuls | Blancs et nuls             | Blancs et nuls | 1 010        | 2,04         | 1 400       | 2,77        |  |
| Exprimés       | Exprimés                   | Exprimés       | 48 478       | 97,96        | 49 149      | 97,23       |  |

#### Troisième circonscription (Nontron)
| Candidat       | Candidat                     | Parti          | Premier tour | Premier tour | Second tour | Second tour |  |
| Candidat       | Candidat                     | Parti          | Voix         | %            | Voix        | %           |  |
| -------------- | ---------------------------- | -------------- | ------------ | ------------ | ----------- | ----------- |  |
|                | Georges Bonnet sortant réélu | Radical (FGDS) | 19 613       | 37,66        | 31 496      | 65,12       |  |
|                | Pierre Passerieux            | PCF            | 14 759       | 28,34        | Retrait     | Retrait     |  |
|                | Jean Arnaud                  | UD-Ve          | 10 336       | 19,85        | 16 870      | 34,88       |  |
|                | Henry Laforest               | Radical        | 7 373        | 14,16        | Retrait     | Retrait     |  |
|                |                              |                |              |              |             |             |  |
| Inscrits       | Inscrits                     | Inscrits       | 64 555       | 100,00       | 64 551      | 100,00      |  |
| Abstentions    | Abstentions                  | Abstentions    | 11 017       | 17,07        | 12 835      | 19,88       |  |
| Votants        | Votants                      | Votants        | 53 538       | 82,93        | 51 716      | 80,12       |  |
| Blancs et nuls | Blancs et nuls               | Blancs et nuls | 1 457        | 2,72         | 3 350       | 6,48        |  |
| Exprimés       | Exprimés                     | Exprimés       | 52 081       | 97,28        | 48 366      | 93,52       |  |

#### Quatrième circonscription (Sarlat)
| Candidat       | Candidat                     | Parti          | Premier tour | Premier tour | Second tour | Second tour |  |
| Candidat       | Candidat                     | Parti          | Voix         | %            | Voix        | %           |  |
| -------------- | ---------------------------- | -------------- | ------------ | ------------ | ----------- | ----------- |  |
|                | Robert Lacoste sortant réélu | SFIO (FGDS)    | 19 652       | 39,01        | 30 800      | 62,43       |  |
|                | Pierre Janot                 | UD-Ve          | 14 645       | 29,07        | 18 537      | 37,57       |  |
|                | Roger Ranoux                 | PCF            | 13 308       | 26,42        | Retrait     | Retrait     |  |
|                | Paul Rougé                   | CD (PDM)       | 2 767        | 5,49         |             |             |  |
|                |                              |                |              |              |             |             |  |
| Inscrits       | Inscrits                     | Inscrits       | 62 356       | 100,00       | 62 349      | 100,00      |  |
| Abstentions    | Abstentions                  | Abstentions    | 10 794       | 17,31        | 10 946      | 17,56       |  |
| Votants        | Votants                      | Votants        | 51 562       | 82,69        | 51 403      | 82,44       |  |
| Blancs et nuls | Blancs et nuls               | Blancs et nuls | 1 190        | 2,31         | 2 066       | 4,02        |  |
| Exprimés       | Exprimés                     | Exprimés       | 50 372       | 97,69        | 49 337      | 95,98       |  |